# Herbert Heyes
Pour les articles homonymes, voir Heyes.
Herbert Heyes, né à Vader, État de Washington (États-Unis) le  3 août 1889, et mort à North Hollywood (Los Angeles) le 31 mai 1958, est un acteur américain.

## Biographie
Heyes commença sa carrière d'acteur au cinéma muet.

## Filmographie partielle
- 1918 : Salomé (Salome) de J. Gordon Edwards
- 1919 : Delivrance
- 1920 : Ruth of the Rockies de George Marshall
- 1921 : La Reine de Saba (Queen of Sheba) de J. Gordon Edwards
- 1929 : Le Club des célibataires (The Bachelor's Club) de Noel M. Smith
- 1947 : Miracle sur la 34e rue (Miracle on 34th Street) de George Seaton
- 1948 : L'Antre de la folie (Behind Locked Doors) de Oscar Boetticher
- 1950 : Tripoli de Will Price
- 1950 : Le Fauve en liberté (Kiss Tomorrow Goodbye) de Gordon Douglas
- 1951 : Une place au soleil (A Place in the Sun) de George Stevens
- 1951 : Bedtime for Bonzo de Frederick de Cordova
- 1951 : Fort Invincible (Only the Valiant) de Gordon Douglas
- 1951 : Vénus en uniforme (Three Guys Named Mike) de Charles Walters
- 1952 : La Furie du désir (Ruby Gentry) de King Vidor
- 1952 : Violence à Park Row (Park Row) de Samuel Fuller
- 1952 : L'Ivresse et l'Amour (Something to Live For) de George Stevens
- 1952 : L'Homme à la carabine (Carbine Williams) de Richard Thorpe
- 1953 : Remarions-nous (Let's Do It Again) d'Alexander Hall : Mme Randolph
- 1955 : Horizons lointains (The Far Horizons) de Rudolph Maté
- 1955 : New York confidentiel (New York Confidential) de Russell Rouse